# یواس‌اس ویلالوبوس (پی‌جی-۴۲)
یواس‌اس ویلالوبوس (پی‌جی-۴۲) (به انگلیسی: USS Villalobos (PG-42)) یک کشتی بود که طول آن ۱۵۶ فوت ۲ اینچ (۴۷٫۶۰ متر) بود. این کشتی در سال ۱۸۹۶ ساخته شد.